# Habitatge al carrer Progrés, 70 (l'Hospitalet de Llobregat)
L'habitatge al carrer Progrés número 70 de l'Hospitalet de Llobregat (Barcelonès) és un edifici modernista protegit com a bé cultural d'interès local.

## Descripció
És un edifici de planta baixa, dos pisos i terrat. S'obren tres obertures per planta seguint els mateixos eixos verticals i de forma rectangular; al primer i segon pis hi ha balcons correguts amb la barana de ferro. A la planta baixa i el primer pis, les obertures estan decorades amb flors i motius vegetals, igual que un fris sota el ràfec dels balcons. A la segona planta, les llindes estan decorades amb flors i entrellaçats de pedra. La barana del terrat és de pedra calada fent cercles i flors.
La façana lateral és mitgera però aprofita que l'edifici del costat és més baix per decorar el mur amb arquets cecs i la barana del terrat pren la forma de merlets.